# Glow (canción de Ella Henderson)
«Glow» —en español: «Brillo»— es una canción de la cantante y compositora británica Ella Henderson. Fue lanzado el 5 de octubre de 2014 como el segundo sencillo de su álbum debut Chapter One. La canción fue escrita por Camille Purcell y Steve Mac.

## Video musical
El video musical se estrenó el 12 de agosto de 2014. Desde entonces el video ha recibido más de 5 millones de visitas.

## Lista de canciones
| Descarga digital - Sencillo |        |          |  |
| N.º                         | Título | Duración |  |
| 1.                          | «Glow» | 3:48     |  |

| Descarga digital - Remixes |                               |          |  |
| N.º                        | Título                        | Duración |  |
| 1.                         | «Glow» (Full Intention Remix) | 5:31     |  |
| 2.                         | «Glow» (Seamus Haji Remix)    | 3:22     |  |

## Posicionamiento en listas
| País          | Lista                   | Mejor posición |      |
| 2014          | 2014                    | 2014           | 2014 |
| ------------- | ----------------------- | -------------- | ---- |
| Australia     | ARIA Singles Chart      | 49             |      |
| Escocia       | Scottish Singles Top 40 | 3              |      |
| Irlanda       | Irish Singles Chart     | 17             |      |
| Nueva Zelanda | Recorded Music NZ       | 3              |      |
| Reino Unido   | UK Singles Chart        | 7              |      |

## Historial de lanzamiento
| País        | Fecha                    | Formato          | Discográfica |
| ----------- | ------------------------ | ---------------- | ------------ |
| Australia   | 19 de septiembre de 2014 | Descarga digital | Syco Music   |
| Reino Unido | 5 de octubre de 2014     | Descarga digital | Syco Music   |